# Elezioni generali ad Haiti del 2010
Le elezioni generali ad Haiti del 2010 si tennero il 28 novembre 2010 (primo turno) e il 20 marzo 2011 per l'elezione del Presidente e il rinnovo dell'Assemblea nazionale (Camera dei deputati e Senato).

## Risultati

### Elezioni presidenziali
| Candidati                  | Partiti                                               | I turno   | I turno | II turno  | II turno |
| Candidati                  | Partiti                                               | Voti      | %       | Voti      | %        |
| -------------------------- | ----------------------------------------------------- | --------- | ------- | --------- | -------- |
| Michel Martelly            | Risposta Contadina                                    | 234 617   | 21,84   | 716 986   | 67,57    |
| Mirlande Manigat           | Raggruppamento dei Democratici Nazionali Progressisti | 336 878   | 31,37   | 336 747   | 31,74    |
| Jude Célestin              | Unità Patriottica                                     | 241 462   | 22,48   |           |          |
| Jean-Henry Céant           | Renmen Ayiti                                          | 87 834    | 8,18    |           |          |
| Jacques-Édouard Alexis     | Mobilitazione per il Progresso di Haiti               | 32 932    | 3,07    |           |          |
| Charles Henri Baker        | Rispetto                                              | 25 512    | 2,38    |           |          |
| Jean Chavannes Jeune       | Alleanza dei Cittadini Cristiani per la Ricostruzione | 19 348    | 1,80    |           |          |
| Yves Cristalin             | Organizzazione Lavni                                  | 17 133    | 1,60    |           |          |
| Leslie Voltaire            | Ansanm Nou Fò                                         | 16 199    | 1,51    |           |          |
| Anne Marie Josette Bijou   | Indipendente                                          | 10 782    | 1,00    |           |          |
| Génard Joseph              | Solidarietà                                           | 9 164     | 0,85    |           |          |
| Wilson Jeudy               | Forza 2010                                            | 6 076     | 0,57    |           |          |
| Altri <0,50% (7 candidati) | -                                                     | 23 250    | 2,16    |           |          |
| Nessuno dei candidati      | Nessuno dei candidati                                 | 12 869    | 1,20    | 7 356     | 0,69     |
| Totale                     | Totale                                                | 1 074 056 | 100     | 1 061 089 | 100      |

### Elezioni parlamentari

#### Camera dei deputati
| Liste                                             | Voti | % | Seggi |
| ------------------------------------------------- | ---- | - | ----- |
| Unità Patriottica                                 |      |   | 33    |
| Alternativa per il Progresso e la Democrazia      |      |   | 14    |
| Ansanm Nou Fò                                     |      |   | 9     |
| Haiti in Azione                                   |      |   | 8     |
| Organizzazione Lavni                              |      |   | 7     |
| Raggruppamento                                    |      |   | 4     |
| Konbit Pou refè Ayiti                             |      |   | 3     |
| Movimento Cristiano per una Nuova Haiti           |      |   | 3     |
| Piattaforma di Liberazione                        |      |   | 3     |
| Pont                                              |      |   | 3     |
| Risposta Contadina                                |      |   | 3     |
| Movimento di Azione Socialista                    |      |   | 2     |
| Movimento Democratico per la Liberazione di Haiti |      |   | 1     |
| Piattaforma dei Patrioti Haitiani                 |      |   | 1     |
| Rispetto                                          |      |   | 1     |
| Veye Yo                                           |      |   | 1     |
| Altri                                             |      |   | 2     |
| Totale                                            |      |   | 98    |

#### Senato
- Le elezioni ebbero luogo per il rinnovo di 11 seggi su 30.